# Herman Lagercrantz
Herman Ludvig Fabian Lagercrantz, född 29 juli 1859 i Lovö församling, Stockholms län, död 27 september 1945 på herrgården Virsbo, Ramnäs församling, Västmanlands län, var en svensk envoyé och bruksdisponent.

## Biografi
Herman Lagercrantz var ursprungligen konstnär och senare löjtnant vid Svea artilleriregemente. Han tog 1889 avsked från armén och gick med i Frälsningsarmén. Lagercrantz avancerade till överste i Frälsningsarmén med stationering i Indien 1896. Han blev 1897 disponent för Wirsbo bruk och ägde bruket tillsammans med bland andra kung Oscar II men övertog det som ensam ägare 1907.
Han var 1907–1910 Sveriges envoyé i Washington, D.C.. Han samlade vid denna tid samtliga svenska konsuler i USA till ett uppmärksammat möte. Lagercrantz skickades 1917 tillbaka till USA som Sveriges specielle envoyé med uppdrag att förhindra att svensk utrikeshandel drabbades av restriktioner under första världskriget. (USA var tveksamt till att exportera spannmål och andra förnödenheter till Sverige, av rädsla att dessa varor skulle återexporteras till fienden Tyskland. Lagercrantz försäkrade i en intervju i The New York Times att detta ej skulle ske.)
Han kom sedan hem och vidareutvecklade Wirsbo bruk till en ledande industri och byggde Wirsbo herrgård och Wirsbo kyrka. Han blev med åren en av landets ledande industrimän och var 1911–1935 ordförande i Sveriges allmänna exportförening. Han var 1919–1933 även vice ordförande i Svenska Handelsbanken.

## Privatliv
Lagercrantz var son till Sveriges finansminister Gustaf Lagercrantz och gift från 1886 med Hedvig Croneborg (1864–1944) född i släkten Croneborg. Sonen Bror Lagercrantz (1894–1981) efterträdde sin far som bruksdisponent i Wirsbo. Dottern Clare Nordenson (1891–1978, gift med Harald Nordenson) var rödakorsordförande 1960–1961. 
Lagercrantz var kusin till konstnären Ava de Lagercrantz. Bland statens porträttsamlingar på Gripsholms slott återfinns en knäbild av Lagercrantz utförd av Gunnar Ekblom.